# زمانی برای عشق ورزیدن و زمانی برای مردن
زمانی برای عشق ورزیدن و زمانی برای مردن (انگلیسی: A Time to Love and a Time to Die) فیلمی در ژانر درام به کارگردانی داگلاس سیرک است که در سال ۱۹۵۸ منتشر شد.

## بازیگران
- جان گوین
- کینن وین
- کلاوس کینسکی
- اریش ماریا رمارک
- ثیر دیوید
- جیم هوتن
- باربارا روتینگ